# اریک آلندر
اریک آلندر (انگلیسی: Eric Allender؛ زادهٔ ۱۹۵۶) یک دانشمند رایانه آمریکایی، فعال در زمینه نظریه پیچیدگی محاسباتی است. در سال ۲۰۰۶ او به عنوان عضو انجمن ماشین‌های محاسباتی معرفی شد. او در حال حاضر استاد دانشگاه راتگرز است که از سال ۲۰۰۶ تا ۲۰۰۹ ریاست بخش علوم رایانه را بر عهده داشت.

## زندگی‌نامه
آلندر در دبیرستان مانت پلزنت تحصیل کرد. او در سال ۱۹۷۹ از دانشگاه آیووا در رشته علوم رایانه و تئاتر فارغ‌التحصیل شد. سپس در سال ۱۹۸۵  از موسسه فناوری جورجیا با مدرک دکترای علوم رایانه فارغ‌التحصیل شد.